# Принцип на еквивалентност
Принципът на еквивалентността е основен постулат на общата теория на относителността.
Във физиката на относителността, принципът на еквивалентност се отнася до няколко свързани идеи относно еквивалентността на гравитационната и инертната маса и твърдението на Алберт Айнщайн, че гравитационната сила, която телата изпитват в близост до масивни тела (като Земята) е същата като фиктивната сила изпитвана от наблюдател в неинерционна отправна система (система изпитваща ускорение). С по-прости думи, принципът гласи, че притеглянето и ускорението са едно и също нещо.

## Развитие
Принципът на еквивалентността се появява към края на 16-и и началото на 17 век, когато Галилео Галилей показва експериментално, че ускорението на пробно тяло в резултат на гравитацията не зависи от масата на тялото, което се ускорява, противно на идеите, наложени от времето на Аристотел. Тези открития водят до Нютоновата теория на гравитацията, в която инертната и гравитационата маси са едни и същи.
Същинският принцип на еквивалентност е въведен от Алберт Айнщайн през 1907 г., когато той забелязва, че ускорението от 1g (g = 9.81 m/s2 е ускорението на гравитацията на повърхността на Земята), което телата изпитват по посока към центъра на Земята, е едно и също с ускорението на тяло движещо се по инерция и наблюдавано в ракета в космоса, която се движи с ускорение от 1g.
Това наблюдение е в основата на работа, чиято кулминация е общата теория на относителността.
Комбинирането на приципа на еквивалентност със специалната теория на относителността показва, че часовниците вървят с различна скорост в гравитационно поле, и че пътят на светлинните лъчи се изкривява под въздействието на гравитационно поле, още преди да е развил идеята за изкривено пространство-време.